# Tuyến đường sắt nhẹ Montpellier
Tàu điện Montpellier (tiếng Pháp: Tramway de Montpellier) là một hệ thống tàu điện bốn đường ray tại thành phố Montpellier ở Languedoc-Roussillon, Pháp. Các đường xe điện thuộc sở hữu của cộng đồng tích tụ Montpellier (Communauté d'agglomération Montpellier Agglomération), và được điều hành Transports de l'aggromération de Montpellier.
Tuyến đầu tiên được khai trương năm 2000 và tuyến thứ hai mở vào tháng 12 năm 2006. Các tuyến 3 và 4 đã mở trong tháng 4 năm 2012 cùng với một phần mở rộng của tuyến 1 và một sự chuyển hướng của tuyến số 2.
Một tuyến thứ 5 hiện đang được phát triển, thời gian hoàn thành dự kiến của năm 2017.
Tuyến dài 59 km (36,7 dặm) với 84 điểm dừng.